# EB (가수)
EB(1993년 4월 6일 ~ )는 대한민국의 가수다. 2018년 싱글 앨범 [흠(Hmm)]으로 데뷔했다.

## 방송
- PRODUCE 101 (2016) - 발표순위 70위

## 공연
- 성담 & EB 미니 콘서트 (2020)
- LIVECONNECT STAGE vol.6 성담&EB 미니 콘서트 <봄에, 담비> (2021)